# ضب أسود البطن
ضب أسود البطن أو عظاءة مغربية شائكة الذيل (الاسم العلمي: Uromastyx nigriventris)، نوع من عظاءات الحرذون.
توجد في المغرب والجزائر.